# Abbotsford Motor Company
Abbotsford is een historisch Brits merk van scooters.
De bedrijfsnaam was: Abbotsford (Abbotsford Motor Company Ltd.), London.
Het bedrijf leverde van 1919 tot 1923 handgemaakte scooters met eigen 1½pk-kopklepmotor. In 1920 leverde men een driewieler met één voorwiel, de "Abbotsford Supa Scooter". De bestuurder zat op een hoge kruk die over het motorblokje was gebouwd. De machine werd geleverd met een forse laadbak of een bagageplatform.